# Косовский, Сергей Андреевич
Сергей Андреевич Косовский — советский хозяйственный, государственный и политический деятель.

## Биография
Родился в 1912 году в Серебряно-Прудском районе Московской области. Член КПСС.
До 1945 — работник промышленности города Москвы, секретарь партбюро цеха, секретарь парткома завода № 30
В 1949—1956 — секретарь, второй секретарь, первый секретарь Ленинградского районного комитета КПСС города Москвы.
В 1956—1961 — заведующий отделом административных органов Московского городского комитета КПСС.
В 1961—1979 — начальник Управления кадров и учебных заведений исполнительного комитета Московского городского Совета депутатов трудящихся.
Делегат XX съезда КПСС.
Умер в 1983 году в Москве.

## Награды
- Орден Трудового Красного Знамени (01.02.1957, 09.09.1971)
- Орден Красной Звезды (1945)
- Орден Знак Почёта (21.06.1963)